# Santa Mônica
Santa Mônica là một đô thị thuộc bang Paraná, Brasil. Đô thị này có diện tích 259,956 km², dân số năm 2007 là 3603 người, mật độ 12,3 người/km².